# Вестон, Рэнди
Вестон Рэнди (англ. Randy Weston, 6 апреля 1926, Бруклин, Нью-Йорк, США — 1 сентября 2018) — американский джазовый пианист и композитор.

## Биография
Вестон обучался игре на пианино, когда был ребенком. Служил в армии США в течение Второй мировой войны. После окончания службы в армии открыл свой ресторан, где часто собирались музыканты, играющие в стиле бибоп.
Вестон сделал карьеру как джазовый музыкант, композитор и лидер бэнда. В конце 1940-х он начал выступать с бендом вместе с Бенджамином Джексоном, Франком Куллей (англ. Frank Culley) и
Эдди Винсоном. В 1953 году Вестон сотрудничает с американским трубачом и композитором
Кенни Дорхамом, в 1954 году — с саксофонистом Сесилом Пэином. Вскоре после этого он собирает собственный квартет и выпускает альбом, где он дебютирует в качестве лидера — Cole Porter In a Modern Mood. В 1955 году журнал Down Beat присвоил Вестону титул «New Star Pianist» (Новая звезда фортепьяно).
В 1950-е Вестон выпустил несколько примечательных альбомов, в том числе Little Niles, вышедший в конце десятилетия. Его стиль игры на фортепьяно походил на стили Дюка Эллингтона и Телониуса Монка.
В 1960 музыка Вестона приобретает африканские оттенки, что проявляется в альбомах Uhuru Africa и Highlife: Music From the New African Nations. В работе над обоими альбомами принимала участие аранжировщица
Мелба Листон. Кроме того, в это время бэнд Вестона часто сотрудничает с тенор-саксофонистом Букером Эрвином. Он записал кавер на известную песню Бобби Бенсона «Taxi Driver», в котором он интегрировал элементы карибской музыки и джаза в стиль Highlife.
В 1967 Вестон путешествует по Африке вместе с американской делегацией. Конечной точкой турне было Марокко, где он решил основать свой Африканский ритм-клуб (англ. African Rhythms Club), работавший с 1967 по 1972 гг. В течение долго времени Вестон записывается на небольших лейблах.
Скончался 1 сентября 2018 года.

## Дискография
| Название альбома                              | Музыкальный лейбл     | Год выпуска |
| --------------------------------------------- | --------------------- | ----------- |
| Cole Porter in a Modern Mood                  | Riverside Records     | 1954 г.     |
| Get Happy with the Randy Weston Trio          | Riverside Records     | 1955 г.     |
| Randy Weston Solo, Duo, Trio with Art Blakey  | Riverside Records     | 1955 г.     |
| How High the Moon                             | Collectables Records  | 1956 г.     |
| The Modern Art of Jazz                        |                       | 1956 г.     |
| With These Hands                              | Riverside Records     | 1956 г.     |
| Piano a la Mode                               |                       | 1957 г.     |
| Little Niles                                  | Blue Note Records     | 1959 г.     |
| Destry Rides Again                            | United Artists        | 1959 г.     |
| Live at the Five Spot                         | United Artists        | 1959 г.     |
| Uhuru Afrika                                  | Capitol Records       | 1960 г.     |
| Greenwich Village Jazz (Jazz A La Bohemia)    | Jazzland              | 1960 г.     |
| Highlife с Мельбой Листон                     | Colpix Records        | 1963 г.     |
| African Cookbook                              | Atlantic              | 1964 г.     |
| Berkshire Blues                               |                       | 1965 г.     |
| Monterey, '66                                 | Verve Records         | 1966 г.     |
| Blue Moses                                    | CTI                   | 1972 г.     |
| Tanjah                                        | Polydor Records       | 1973 г.     |
| Blues To Africa                               | Freedom Records       | 1974 г.     |
| Carnival                                      | Freedom Records       | 1974 г.     |
| African Nite                                  |                       | 1975 г.     |
| African Rhythms                               | Chant du Monde        | 1975 г.     |
| Perspective                                   | Denon                 | 1976 г.     |
| Randy Weston                                  | Pausa Records         | 1976 г.     |
| Rhythms-Sounds Piano                          | Cora                  | 1978 г.     |
| The Healers                                   | Black Saint/Soul Note | 1980 г.     |
| Blue                                          | Arch                  | 1984 г.     |
| Portraits of Duke Ellington                   | Verve Records         | 1989 г.     |
| Portraits of Thelonious Monk                  | Verve Records         | 1989 г.     |
| Self Portraits                                | Verve Records         | 1989 г.     |
| Spirits of Our Ancestors                      | Verve Records         | 1991 г.     |
| Volcano Blues                                 | Verve Records/Gitanes | 1993 г.     |
| Marrakech in the Cool of the Evening          | Verve Records/Gitanes | 1994 г.     |
| Saga                                          | Verve Records         | 1995 г.     |
| Earth Birth с Монреальским струнным оркестром | Verve Records         | 1997 г.     |
| Khepera                                       | Verve Records         | 1998 г.     |
| Spirit! The Power of Music                    | Arkadia               | 1999 г.     |
| Ancient Future                                | Mutable               | 2002 г.     |
| Nuit Africa                                   | Enja Records          | 2004 г.     |
| Zep Tepi                                      | Random Chance         | 2006 г.     |